# Gao Yang (lekkoatletka)
Gao Yang (chiń. upr. 高阳; pinyin Gāo Yáng; ur. 1 marca 1993) – chińska lekkoatletka specjalizująca się w pchnięciu kulą.
W 2012 została wicemistrzynią świata juniorów. Rok później zdobyła brąz mistrzostw Azji w Pune. W 2015 sięgnęła po srebro czempionatu Azji oraz zajęła 5. miejsce na mistrzostwach świata w Pekinie. Wyczyn powtórzyła dwa lata później na kolejnym światowym czempionacie w Londynie.
Medalistka mistrzostw Chin w różnych kategoriach wiekowych.
Rekordy życiowe: stadion – 19,20 (20 lipca 2016, Neubrandenburg); hala – 18,77 (2 marca 2018, Birmingham).

## Osiągnięcia
| Rok  | Impreza                             | Miejsce        | Pozycja           | Wynik |
| ---- | ----------------------------------- | -------------- | ----------------- | ----- |
| 2012 | Mistrzostwa świata juniorów         | Barcelona      | 2. miejsce        | 16,57 |
| 2013 | Mistrzostwa Azji                    | Pune           | 3. miejsce        | 17,76 |
| 2015 | Mistrzostwa Azji                    | Wuhan          | 2. miejsce        | 17,98 |
| 2015 | Mistrzostwa świata                  | Pekin          | 5. miejsce        | 19,04 |
| 2015 | Światowe wojskowe igrzyska sportowe | Mungyeong      | 1. miejsce        | 18,14 |
| 2016 | Halowe mistrzostwa świata           | Portland       | 8. miejsce        | 17,67 |
| 2016 | Igrzyska olimpijskie                | Rio de Janeiro | el. – 33. miejsce | 16,17 |
| 2017 | Mistrzostwa świata                  | Londyn         | 5. miejsce        | 18,25 |
| 2018 | Halowe mistrzostwa świata           | Birmingham     | 4. miejsce        | 18,77 |
| 2018 | Igrzyska azjatyckie                 | Dżakarta       | 2. miejsce        | 17,64 |
| 2019 | Światowe wojskowe igrzyska sportowe | Wuhan          | 2. miejsce        | 17,85 |
| 2021 | Igrzyska olimpijskie                | Tokio          | 10. miejsce       | 18,67 |